# Башня Тысячелетия (Дубай)
Башня Тысячелетия — небоскрёб на шоссе Шейха Зайеда в Дубае, ОАЭ. Башня имеет высоту 285 метров, и 60 этажей. Её строительство было окончено в 2006 году. Башня содержит 301 трёхместных и 106 двухместных апартаментов. Рядом со зданием расположена десятиэтажная парковка для 471 автомобиля.